# Repubblica Ungherese (1946-1949)
La Seconda Repubblica ungherese (in ungherese: Magyar Köztársaság) è stata una repubblica parlamentare brevemente esistita dopo la dissoluzione del Regno d'Ungheria, e costituita il 1º febbraio 1946.

## Storia
L'Armata Rossa occupò l'Ungheria fra il settembre 1944 e l'aprile 1945. L'assedio di Budapest durò quasi due mesi, causando alla città ingenti danni.
Con la firma del Trattato di pace di Parigi, l'Ungheria perse ancora una volta tutti i territori che aveva progressivamente riacquistato tra il 1938 e il 1941 in virtù dell'alleanza con la Germania nazista. Né gli Alleati occidentali, né l'Unione Sovietica supportarono eventuali modifiche ai confini del 1938.
L'Unione Sovietica si annetté la Rutenia subcarpatica, cedutale dall'appena ricostituita Cecoslovacchia, venendo così a confinare con la stessa Ungheria.
Il trattato di pace con l'Ungheria, firmato il 10 febbraio 1947, dichiarò che "le decisioni del Primo arbitrato di Vienna del 2 novembre 1938 erano da ritenersi nulle" e che "i confini ungheresi venivano fissati lungo le frontiere esistenti al 1º gennaio 1938, ad eccezione di una piccola perdita di territorio al confine cecoslovacco". Metà della minoranza tedesca (240.000 persone) venne deportata in Germania nel biennio 1946-48, ed ebbe luogo un forzato "scambio di popolazione" tra l'Ungheria e la Cecoslovacchia.
I sovietici istituirono un governo "alternativo" a quello filo-nazista a Debrecen il 21 dicembre 1944, ma non presero Budapest fino al 18 gennaio 1945. Poco dopo, Zoltán Tildy divenne Primo Ministro provvisorio.
Nelle elezioni del novembre 1945, il Partito dei Piccoli Proprietari Indipendenti vinse col 57% dei voti. Il Partito Comunista Ungherese, guidato da Mátyás Rákosi ed Ernő Gerő, ricevette appena il 17% dei voti. Il comandante sovietico in Ungheria, maresciallo Kliment Efremovič Vorošilov, si rifiutò di consentire al Partito dei Piccoli Proprietari Indipendenti la formazione di un governo. Voroshilov, invece, stabilì un governo di coalizione con i comunisti, che ottennero alcuni dei posti chiave. In Parlamento, i leader dei Piccoli Proprietari Zoltán Tildy e Ferenc Nagy vennero eletti rispettivamente presidente della Repubblica e Primo Ministro nel febbraio 1946; Mátyás Rákosi divenne Vice Primo Ministro.
László Rajk divenne Ministro degli Interni, creando una temuta polizia di sicurezza, l'ÁVH. Nel febbraio 1947 la polizia cominciò ad arrestare diversi esponenti del Partito dei Piccoli Proprietari Indipendenti e del Partito Nazionale Agrario. Inoltre, entrambi i partiti subirono pressioni per espellere i membri che non erano disposti a piegarsi ai comunisti, bollati da questi come "fascisti". Diverse figure di spicco di entrambi i partiti fuggirono all'estero. In seguito Rákosi si sarebbe vantato di aver eliminato i suoi oppositori al governo uno ad uno, "tagliandoli via come fette di salame".
Nel 1947 i comunisti erano riusciti nell'intento di epurare gli altri partiti della coalizione e, nelle elezioni tenutesi in quell'anno, erano diventati il maggior partito del paese, ottenendo quindi nel "fronte popolare indipendente" una posizione predominante. Ferenc Nagy venne sostituito alla carica di Primo Ministro dal più malleabile Lajos Dinnyés.
Entro l'estate del 1948 i comunisti avevano ormai abbandonato ogni tentativo di mantenere una parvenza di democrazia. Il Partito Socialdemocratico cessò di esistere di fatto come organizzazione indipendente ed il leader socialdemocratico Béla Kovács fu arrestato e confinato in Siberia. Altri leader dell'opposizione come Anna Kethly, Ferenc Nagy e István Szabó furono imprigionati o mandati in esilio.
La Repubblica Ungherese cessò di esistere de facto nel giugno 1948, quando i socialdemocratici vennero costretti a confluire con i comunisti nel Partito dei Lavoratori Ungheresi. Il 3 agosto, Tildy fu costretto alle dimissioni dalla presidenza della Repubblica in favore del socialdemocratico (passato tra le file comuniste) Árpád Szakasits. Nel dicembre 1948, Dinnyés fu sostituito come leader dei Piccoli proprietari e come Primo Ministro dal filo-comunista István Dobi. Alle elezioni del 1949 venne presentata agli elettori un'unica lista controllata dai comunisti, il "Fronte popolare indipendente", che ottenne il 95 % dei voti.
Il 18 agosto 1949 il Parlamento approvò la prima costituzione scritta nella storia del paese, basata su quella sovietica del 1936. Il nome ufficiale del paese divenne Repubblica Popolare d'Ungheria, "paese degli operai e dei contadini" in cui "ogni autorità spetta ai lavoratori". Il socialismo venne dichiarato come principale obiettivo della nazione. Fu adottato un nuovo stemma con tipici simboli comunisti, come la stella rossa, un martello e una spiga di grano.